# Ed Manning
Edward R. Manning, detto Ed (Summit, 2 gennaio 1944 – Fort Worth, 4 marzo 2011), è stato un cestista e allenatore di pallacanestro statunitense, professionista nella NBA e nella ABA.
Era il padre di Danny Manning.

## Carriera
Venne selezionato dai Baltimore Bullets all'ottavo giro del Draft NBA 1967 (80ª scelta assoluta).